# Əlik
Əlik là một làng đô thị thuộc vùng Quba của Azerbaijan.  Có dân số là 1,069 người. Thành phố này bao gồm các làng Əlik, Cek, Haput.